# Эстили, Хамид Реза
Хамид Реза Эстили (перс. حميد استيلی‎, родился 1 апреля 1967 года) — иранский футболист, выступавший на позиции полузащитника; ныне главный тренер сборной Ирана, составленной из игроков не старше 23 лет.

## Биография

### Семья
Эстили является иранским азербайджанцем по происхождению — его отец родился в советском Баку, в Иране был частным предпринимателем. Мать — уроженка Сераба (провинция Восточный Азербайджан), медсестра. Женат с 1999 года (супруга — Анахита Захраи), есть дочери Атена (р. 2002) и Анита (р. 2005). Семья проживает в Саадат-Абаде (северо-запад Тегерана). Также у него был младший брат Масуд (1969—2011).

### Игровая карьера

#### Клубная
Начинал карьеру в тегеранском клубе ПАС в 1982 году. Выступал за кувейтский клуб «Аль-Кадисия», иранские «Бахман», «Эстеглаль» и сингапурский «Гейланг Юнайтед», однако значительную часть своей карьеры посвятил иранскому «Персеполису». После чемпионата мира 1998 года он мог перейти в венскую «Аустрию», однако переход сорвался. В 2000 году во время тегеранского дерби против «Эстегляля», завершившегося массовыми беспорядками, Эстили затеял драку с Мохаммадом Навази и был арестован иранской полицией. Оба провели три дня в тюрьме Каср, а Эстили получил дисквалификацию до конца сезона. После матча были задержаны также вратарь «Эстегляля» Парвиз Бруманд и ещё около 60 болельщиков, которые устроили погромы и разбили окна в клубных автобусах (в связи с начавшимся насилием трансляцию матча в прямом эфире прервали).

#### В сборной
Эстили провёл 82 матча за сборную Ирана и забил 12 голов. Он считался «рабочей лошадкой» в команде, выполняя огромную черновую работу, однако наиболее запомнился своим голом в ворота сборной США на чемпионате мира 1998 года и бурным празднованием гола со сборной — в том матче, который состоялся вопреки напряжённым отношениям двух стран, иранцы победили со счётом 2:1. Последнюю игру провёл в 2000 году против Южной Кореи. В 2015 году футболка Эстили, в которой он играл в матче против США в 1998 году, была передана в Музей ФИФА в Цюрихе.

### Тренерская карьера

#### Персеполис (2004—2008)

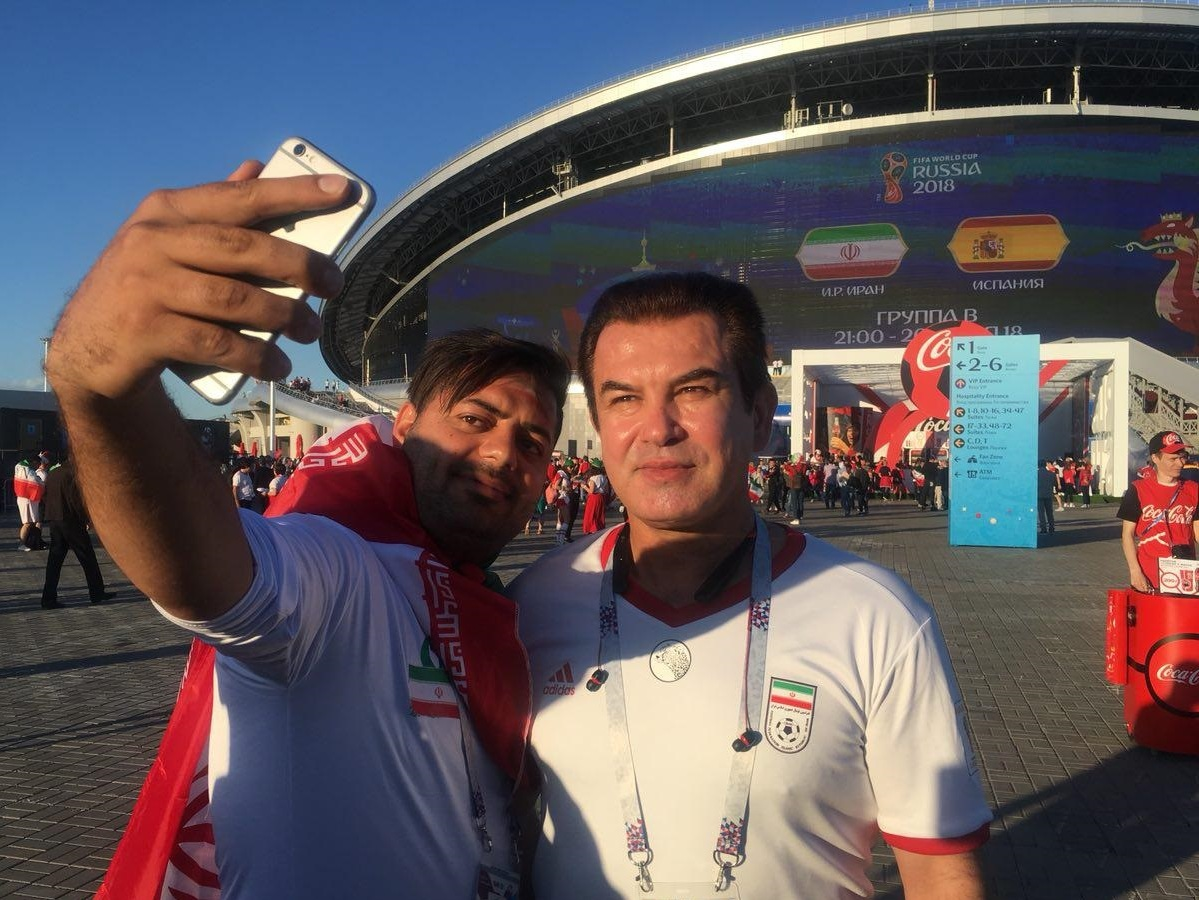
Эстили у «Казань-Арены» перед матчем чемпионата мира 2018 года между Ираном и Испанией

В 2004 году Эстили вошёл в тренерский штаб «Персеполиса» как помощник сначала Али Парвина, а потом и Райнера Цобеля. После того, как тренером клуба стал Ари Хан, Эстили был уволен, вернувшись только после отставки Хаана в августе 2006 года и прихода на должность тренера Мустафы Денизли. 13 января 2007 года Эстили опять был уволен из штаба из-за личных проблем с Денизли, который обвинил Эстили в непрофессионализме. Эстили презрительно сравнил клубный контракт Денизли с Туркманчайским миром между Россией и Персией. В сезоне 2007/2008 Эстили был помощником главного тренера «Персеполиса», Афшина Готби, однако из-за споров двух тренеров по поводу выбора игроков стало ясно, что кто-то должен будет уйти из клуба. Готби ушёл из клуба до конца сезона, и Эстили должен был занять его пост, однако позже Готби вернулся, и Эстили должен был уйти. Сам Готби неоднократно призывал Эстили к взаимопониманию.

#### Стил Азин
Летом 2009 года Эстили был назначен главным тренером клуба «Стил Азин»: в его команде играли такие звёзды, как Али Карими, Мехди Махдавикия, Хоссейн Кааби, Феридун Занди, Амир Шапурзаде и Алиреза Вахеди Никбахт. Однако сезон 2009/2010 он провали, вылетев из Кубка и упустив теоретические шансы на чемпионство, вследствие чего был уволен 19 апреля 2010 года. Одним из проявлений провальной деятельности Эстили в команде была драка в перерыве игры против «Эстегляля» с Занди: тот швырнул бутылку в тренера, а Эстили в ответ ударил отвесил пощёчину игроку.

#### Шахин
С 1 июня 2010 года по 4 апреля 2011 года Эстили руководил клубом «Шахин». На момент увольнения команда шла 17-й в чемпионате Ирана из 18 команд с 16 очками по итогам 18 встреч. Его сменил Махмуд Явари.

#### Возвращение в «Персеполис» (2011)

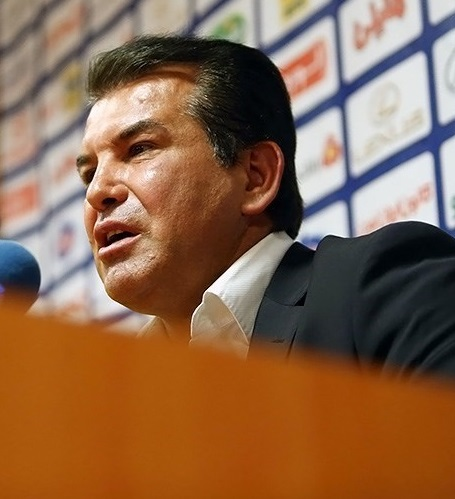
Эстили на пресс-конференции

1 июня 2011 года Эстили был объявлен среди кандидатов на должность тренера «Персеполиса»: помимо него, рассматривались кандидатуры Хамида Деракхшана и действовавшего наставника Али Даеи. Президент клуба Хабиб Кашани создал технический комитет для выбора тренера, куда вошли три известных деятеля иранского футбола прошлых лет — Биджан Золфагарнасаб, Мохаммад Панджали и Мохаммад Задмер. Даеи собирался продлить свой контракт с клубом на сезон 2011/2012, однако из-за конфликта с Хашани не мог остаться в клубе и наотрез отказался идти на компромисс с ним, несмотря на выдвинутое техническим комитетом требование. 21 июня 2011 года технический комитет утвердил Эстили в должности главного тренера. Ряд фанатов возмутились решению комитета, посчитав, что Кашани протащил «любимчика» в клуб. В опросе, организованном телепередачей «Навад», 68% респондентов предрекли провал Эстили с командой.
Первый матч сезона против «Малавана» завершился ничейным результатом 1:1 — «Персеполис» ушёл от поражения в конце благодаря голу Хоссейна Бадамаки, а с 60-й минуты фанаты скандировали имя Али Даеи в знак протеста против действий Эстили и Кашани. С трибун и в последующих матчах были освистывания обоих человек, а также звучали требования уходить из клуба. 15 августа 2011 года ещё один опрос «Навад» показал, что 51% считали назначение Эстили главной причиной всех протестов в клубе (36% считали таковыми игроков, а 13% полагали, что фанаты просто себя не сдерживают). 9 декабря 2011 года после проигрыша «Эстеглялю» в Кубке Ирана 2011/2012 со счётом 0:3 Эстили ушёл в отставку: команда провела 15 матчей (по 5 побед, ничьих и поражений). 27 ноября 2012 года Эстили был назначен директором академии клуба с разрешения Мохаммада Руанияна.

#### После Персеполиса
26 июня 2014 года Эстили стал тренером клуба «Ран Ахан». Позже он работал с «Малаваном», а с 6 октября 2019 года стал тренером сборной Ирана до 23 лет.

## Достижения

### Клубные
Пас
- Чемпион Ирана: 1991/1992

Бахман
- Победитель Кубка Ирана 1994/1995

Персеполис
- Чемпион Ирана: 1998/1999, 1999/2000, 2001/2002
- Победитель Кубка Ирана: 1998/1999
- Финалист Кубка обладателей кубков АФК: 1992/1993

### В сборной
Иран
- Бронзовый призёр Кубка Азии: 1996
- Чемпион Азиатских игр: 1998